# Fellowship of Evangelical Churches
Fellowship of Evangelical Churches (FEC) är en amerikansk gemenskap av evangeliska kristna församlingar med mennonitiska rötter.
I mitten av 1860-talet bröt Henry Egly, biskop inom amish-folket i Adams County, Indiana, med sin kyrka. Han betonade vikten av en personlig omvändelse och de som erfor en sådan döptes om av Egly. De församlingar som slöt upp bakom honom kallades för "Egli Amish".
1898 antog man namnet Defenseless Mennonite Church of North America. 
1949 ändrade man namn till Evangelical Mennonite Church och 2003 bytte man åter namn, till det nuvarande FEC.

## Medlemsförsamlingar
FEC består av omkring femtio församlingar, med sammanlagt 8000 medlemmar.

### Idaho
- Lakeview Bible Church

### Illinois
- Boynton Mennonite Church
- Calvary Evangelical Mennonite Church
- Crossroads Church of Monticello
- Dewey Community Church
- Eureka Bible Church
- Grace Evangelical Church
- Great Oaks Community Church
- Groveland Evangelical Mennonite Church
- Heartland Community Church
- Jacob’s Well Community Church
- New Beginnings Church
- Northwoods Community Church
- Oak Grove Evangelical Bible Church
- Rock Creek Bible Church
- Salem Church

### Indiana
- Berne Evangelical Church
- Brookside Church
- Crossview Church
- Highland Bethel Church
- Pine Hills Church
- Sonlight Community Church
- Upland Community Church
- Westwood Fellowship

### Kansas
- Grace Community Church
- Sterling Evangelical Bible Church

### Maine
- Moss Brook Community Church
- Life Community Church

### Michigan
- Church of the Good Shepherd
- Comins Mennonite Church
- Lawton Evangelical Church

### Minnesota
- The Real Tree Church
- True North

### Missiouri
- Bethel Mennonite Church
- Freedom Point
- Harrisonville Community Church
- PeaRidge Community Church

### Ohio
- Archbold Evangelical Church
- Catalyst Community Church
- Crossroads Evangelical Church
- Life Church of Loraine County
- Life Community Church
- Oak Bend Church
- Pathway Church
- Solid Rock Community Church